# Monocymbium
Monocymbium Stapf é um género botânico pertencente à família Poaceae.